# Colobothea scolopacea
Colobothea scolopacea är en skalbaggsart som beskrevs av Wilhelm Ferdinand Erichson 1847. Colobothea scolopacea ingår i släktet Colobothea och familjen långhorningar. Inga underarter finns listade i Catalogue of Life.